# Johann Georg I. (Sachsen-Eisenach)

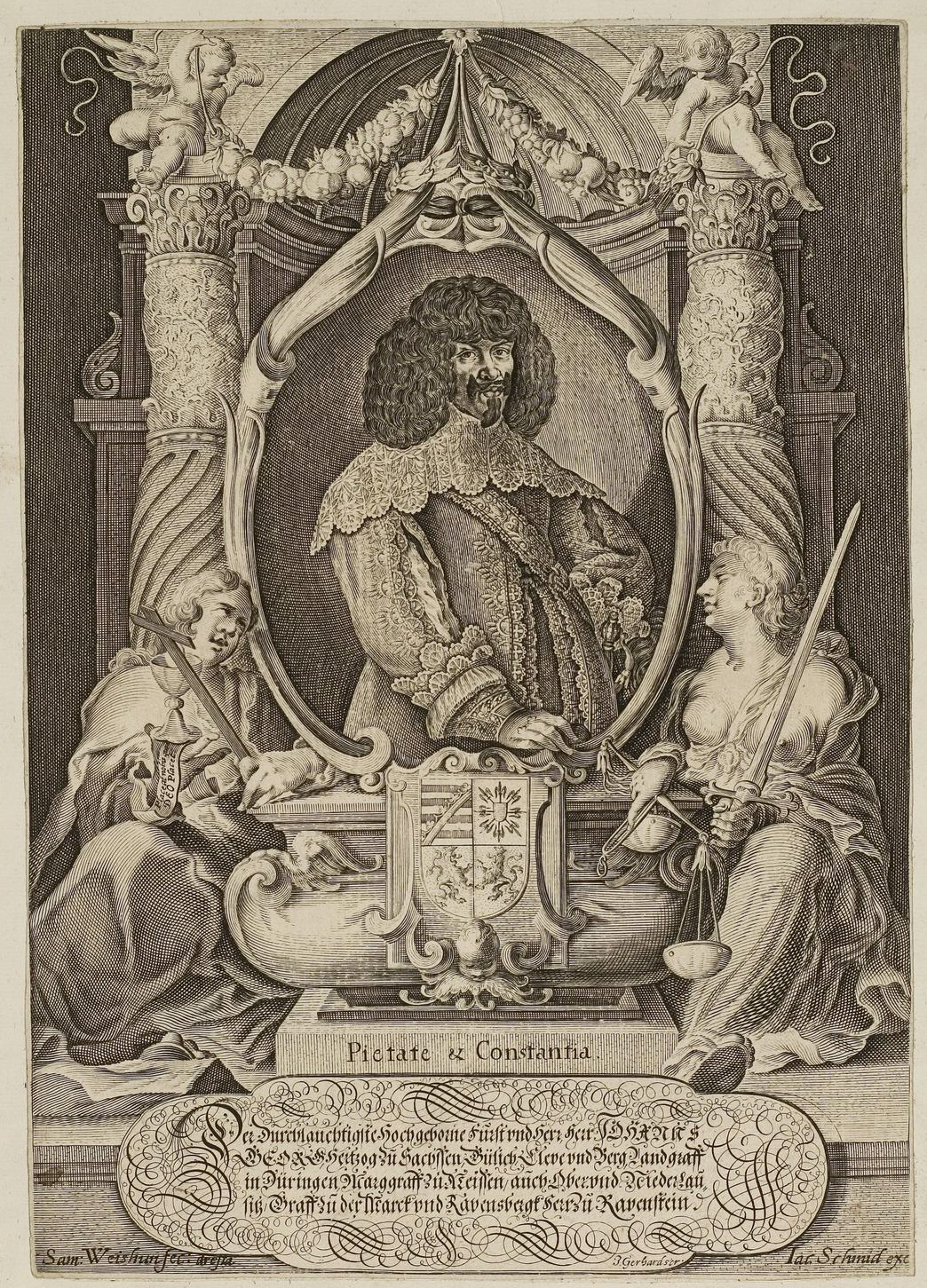
Johann Georg I. von Sachsen-Eisenach

Johann Georg I. von Sachsen-Eisenach (* 12. Juli 1634 in Weimar; † 19. September 1686 im Jagdhaus Prunftau bei Wilhelmsthal während der Jagd) war Herzog von Sachsen-Eisenach und entstammte der ernestinischen Linie des Hauses Wettin.
Johann Georg wurde als jüngerer Sohn des Herzogs Wilhelm IV. von Sachsen-Weimar und seiner Ehefrau Eleonore Dorothea, einer geborenen Prinzessin von Anhalt-Dessau, geboren.

## Leben
1655 ging er als Obrist in kurbrandenburgische Dienste, wo er zunächst ein Regiment zu Pferd kommandierte. Am 8. Oktober 1658 wurde er Generalmajor und kämpfte in Polen. Anschließend wurde er zum Kaiserlichen Generalfeldmarschallleutnant ernannt.
Nach dem Tod seines Vaters 1662 erbte zunächst sein älterer Bruder Johann Ernst II. den Thron des Herzogtums Sachsen-Weimar, ein weiterer Bruder Adolf Wilhelm erhielt Sachsen-Eisenach. Johann Georg I. erhielt im neuen Herzogtum Sachsen-Eisenach die Einkünfte aus einer Reihe von Ämtern und nahm seine Residenz in Marksuhl.
1668 verstarb Adolf Wilhelm; sein Sohn Wilhelm August wurde Herzog. Da dieser jedoch noch ein Kleinkind war, führte Johann Georg I. für diesen die Regentschaft und wurde auch Vormund des neuen Herzogs. Wilhelm August verstarb 1671 als Dreijähriger; nunmehr fiel das Herzogtum an Johann Georg I., welcher somit zum Begründer der jüngeren Linie der Herzöge von Sachsen-Eisenach wurde, die bis 1741 existierte.
Er beschäftigte den Dichter Kaspar Stieler als Kammer-, Lehns- und Gerichtssekretär.
Unter dem Gesellschaftsnamen Der Trachtende wurde er als Mitglied in die literarische Fruchtbringende Gesellschaft aufgenommen.
Von 1683 bis zu seinem Tod war er Senior der Ernestiner.

## Familie
Johann Georg I. heiratete am 29. Mai 1661 in Wallau Johanetta von Sayn-Wittgenstein (1626–1701). Mit ihr hatte er folgende Kinder, die das Erwachsenenalter erreichten:
- Eleonore Erdmuthe Luise (1662–1696), heiratete zuerst 1681 Markgraf Johann Friedrich von Brandenburg-Ansbach, dann 1692 Kurfürst Johann Georg IV. von Sachsen
- Friedrich August (1663–1684, gefallen), Erbprinz von Sachsen-Eisenach
- Johann Georg II. (1665–1698), Herzog von Sachsen-Eisenach
- Johann Wilhelm (1666–1729), Herzog von Sachsen-Eisenach
- Friederike Elisabeth (1669–1730), heiratete 1698 Herzog Johann Georg von Sachsen-Weißenfels